# Belgische kampioenschappen atletiek 1985
De Belgische kampioenschappen atletiek 1985 alle Categorieën vonden, voor zowel de mannen als de vrouwen, plaats op 3 en 4 augustus in Brussel.

## Uitslagen
| Atleet                 | Prestatie | Onderdeel            | Atlete               | Prestatie |
| ---------------------- | --------- | -------------------- | -------------------- | --------- |
| Ronald Desruelles      | 10,2 s    | 100 m                | Ingrid Verbruggen    | 11,4 s    |
| Ronald Desruelles      | 21,05 s   | 200 m                | Ingrid Verbruggen    | 23,92 s   |
| René Hermans           | 46,77 s   | 400 m                | Regine Berg          | 54,04 s   |
| Philippe Detaellenaere | 1.53,11   | 800 m                | Isabelle De Bruycker | 2.11,20   |
| Vincent Rousseau       | 3.51,84   | 1500 m               | Corinne Debaets      | 4.17,16   |
| -                      | -         | 3000 m               | Betty Vansteenbroek  | 9.06,78   |
| Eddy De Pauw           | 14.05,96  | 5000 m               | -                    | -         |
| Alex Hagelsteens       | 29.06,8   | 10.000 m             | Magda Ilands         | 34.20,15  |
| -                      | -         | 100 m horden         | Sylvia Dethier       | 13,4 s    |
| Serge Liégeois         | 14,18 s   | 110 m horden         | -                    | -         |
| Rik Tommelein          | 50,13 s   | 400 m horden         | Françoise Dethier    | 59,75 s   |
| William Van Dijck      | 8.38,0    | 3000 m steeplechase  | -                    | -         |
| Eddy Annys             | 2,20 m    | hoogspringen         | Chris Soetewey       | 1,83 m    |
| Chris Rottiers         | 4,80 m    | polsstokhoogspringen | -                    | -         |
| Eric Adère             | 7,60 m    | verspringen          | Hilde Vervaet        | 6,23 m    |
| Didier Falise          | 16,32 m   | hink-stap-springen   | -                    | -         |
| Noël Legros            | 16,06 m   | kogelstoten          | Brigitte De Leeuw    | 14,20 m   |
| Georges Schroeder      | 52,14 m   | discuswerpen         | Ingrid Engelen       | 51,94 m   |
| Jean-Paul Schlatter    | 68,02 m   | speerwerpen          | Martine Florent      | 45,42 m   |
| Marnix Verhegghe       | 64,78 m   | hamerslingeren       | -                    | -         |

1889 · 
1890 · 
1891 · 
1892 · 
1893 · 
1894 · 
1895 · 
1896 · 
1897 · 
1898 · 
1899 · 
1900 · 
1901 · 
1902 · 
1903 · 
1904 · 
1905 · 
1906 ·
1907 ·
1908 · 
1909 · 
1910 · 
1911 · 
1912 · 
1913 · 
1914 · 
1919 · 
1920 · 
1921 · 
1922 · 
1923 · 
1924 · 
1925 · 
1926 · 
1927 · 
1928 · 
1929 · 
1930 · 
1931 · 
1932 · 
1933 · 
1934 · 
1935 · 
1936 · 
1937 · 
1938 · 
1939 · 
1940 · 
1941 · 
1942 · 
1943 · 
1944 · 
1945 · 
1946 · 
1947 · 
1948 · 
1949 · 
1950 · 
1951 · 
1952 · 
1953 · 
1954 · 
1955 · 
1956 · 
1957 · 
1958 · 
1959 · 
1960 · 
1961 · 
1962 · 
1963 · 
1964 · 
1965 · 
1966 · 
1967 · 
1968 · 
1969 · 
1970 · 
1971 · 
1972 · 
1973 · 
1974 · 
1975 · 
1976 · 
1977 · 
1978 · 
1979 · 
1980 · 
1981 · 
1982 · 
1983 · 
1984 · 
1985 · 
1986 · 
1987 · 
1988 · 
1989 · 
1990 · 
1991 · 
1992 · 
1993 · 
1994 ·
1995 · 
1996 · 
1997 · 
1998 · 
1999 · 
2000 · 
2001 · 
2002 · 
2003 · 
2004 · 
2005 · 
2006 · 
2007 · 
2008 · 
2009 · 
2010 · 
2011 · 
2012 · 
2013 · 
2014 · 
2015 · 
2016 · 
2017 · 
2018 · 
2019 · 
2020 · 
2021 · 
2022 · 
2023 · 
2024